# La Femme au collier de velours
 (mars 2013).
Si vous disposez d'ouvrages ou d'articles de référence ou si vous connaissez des sites web de qualité traitant du thème abordé ici, merci de compléter l'article en donnant les références utiles à sa vérifiabilité et en les liant à la section « Notes et références ».
La Femme au collier de velours est un roman d'Alexandre Dumas paru en 1850.

## Résumé
Le premier chapitre de ce court roman est en fait autobiographique. Dumas y évoque assez longuement Charles Nodier (1780-1844), écrivain et ami proche chez qui il fut accueilli à Paris à ses débuts et grâce auquel il fut introduit dans la vie intellectuelle de la capitale. À la fin de ce premier chapitre, Dumas explique que Nodier lui a raconté une histoire, qu'il rapporte dans le reste du roman. Dès le début le ton est donc donné : le réel et la fiction sont inextricablement mêlés…
Le héros du roman est Hoffmann, à l'origine un personnage réel, E.T.A. Hoffmann (écrivain et compositeur allemand, 1776–1822, auteur de nombreux contes fantastiques), mis en scène par Dumas. À Mannheim où il s’est installé, Hoffmann est tombé follement amoureux d’Antonia, la fille du chef d’orchestre maître Gottlieb, qu’il a notamment séduite grâce à ses talents de violoniste. Mais Hoffmann caresse un rêve, celui de découvrir Paris, une ville qui le fascine. Après que son ami Zacharias Werner y soit parti, Hoffmann est encouragé par Antonia à assouvir ce rêve, mais elle lui fait promettre de ne pas jouer et surtout de lui rester fidèle, sans quoi elle mourrait.  Arrivé à Paris, c'est tout d’abord le spectacle de la mort qu’Hoffmann va découvrir avec l’exécution de Madame du Barry que l’on guillotine place de la Révolution. Puis, au théâtre de l’Opéra, il fait la connaissance d'un mystérieux médecin et surtout découvre Arsène, danseuse et maîtresse de Danton, qui porte à son cou un collier de velours dont le fermoir est une guillotine en argent. Totalement subjugué, obsédé, possédé par cette femme, il n’est dès lors plus maître de lui-même et est prêt à tout pour la conquérir. Or la seule façon d'avoir cette femme, qu'il aime depuis si longtemps, c'est de l'acheter : oubliant la première promesse qu’il avait faite à Antonia avant son départ de Mannheim, il se rend au Palais-Royal afin de jouer, dans l’espoir d’amasser assez d’or pour intéresser Arsène. Il joue, perd, met en gage tout ce qui lui reste, c’est-à-dire le médaillon d’or d’Antonia et … gagne, gagne encore et finit par crouler sous l’or !
Il se précipite alors chez Arsène mais elle est absente : Danton vient d'être arrêté et elle s'est enfuie pour ne pas connaître le même sort. Désespéré, Hoffmann erre alors dans la ville et, s’arrêtant près de la guillotine, il y retrouve Arsène, prostrée au bas de l’échafaud. Attirée par l'or, la jeune femme part avec lui et l'emmène dans un hôtel où ils passent la nuit.
Mais, le lendemain matin, c'est un cadavre qui gît aux côtés d'Hoffmann. Et alors que le médecin détache le collier de velours au fermoir en argent qui enserre le cou de la jeune femme, la tête d'Arsène roule aux pieds de son amant. Après avoir failli être arrêté par la garde révolutionnaire parisienne, Hoffmann réussit à rejoindre la boutique du changeur du Palais-Royal pour y récupérer le médaillon d’or d’Antonia qu'il avait mis en gage la veille au soir pour mieux s'assurer financièrement. Il y apprend alors que sa fiancée, Antonia, est morte.